# Selección femenina de baloncesto 3x3 de Alemania
La selección femenina de baloncesto 3x3 de Alemania es el combinado que representa a Alemania en las competiciones internacionales de la modalidad de baloncesto 3×3 femenino.
En el 2024 obtuvo la medalla de oro en los Juegos Olímpicos de París al vencer en final ante España por 17-16 en La Concorde.

## Medallero histórico
| Competición                    | Oro | Plata | Bronce | Total |
| ------------------------------ | --- | ----- | ------ | ----- |
| Campeonato Europeo             | 0   | 1     | 0      | 1     |
| Copa Mundial de Baloncesto 3x3 | 0   | 0     | 0      | 0     |
| Juegos Olímpicos               | 1   | 0     | 0      | 1     |
| Total                          | 1   | 1     | 0      | 2     |